# Jordi Serra Isern
Jordi Serra Isern (Badalona, Barcelona, 9 de julio de 1955) es un político español, militante del Partido de los Socialistas de Cataluña, que fue concejal del ayuntamiento de Badalona entre 2003 y 2015 y alcalde de dicha ciudad desde el 8 de abril de 2008, tras la dimisión de su antecesora, hasta el 11 de junio de 2011, cuando perdió las elecciones. Tras presentarse una segunda vez en 2015 y sufrir un retroceso electoral, anunció su retirada.

## Biografía
Nacido en Badalona el 9 de julio de 2015, cursó sus estudios de primaria y bachillerato en Can Nolis y el bachillerato superior y el COU en el Colegio Badalonés. Posteriormente estudió Ciencias Químicas. Está casado y es padre de dos hijos.

### Trayectoria política
Inició su carrera política como coordinador de Publicidad e Imagen del PSC. En 1996 fue nombrado Primer Secretario de la Agrupación del PSC en Badalona, en noviembre de 2008 vicepresidente del Consell Nacional del PSC y en 2009 Primer Secretario de la Federación del PSC en la comarca del Barcelonés Norte. También ejerció como asesor del Gabinete de Presidencia de la Diputación de Barcelona.
En el ayuntamiento de Badalona, comenzó como concejal en 2003. En su primer mandato (2003-2007) fue nombrado octavo teniente de alcalde y concejal de Recursos Internos, y del Distrito 4 (que entonces sólo abarcaba el barrio de La Salut). Lideró el Plan de Saneamiento de las finanzas municipales, impulsó bonificaciones fiscales para las familias monoparentales y trabajó en el desarrollo del Proyecto de Intervención integral de los siete barrios limítrofes de la Sierra de Mena en el marco de la Ley de Barrios. También fue miembro de la Mancomunidad de Municipios del Área Metropolitana de Barcelona.
Desde junio de 2007, ejerció como segundo teniente de alcalde y concejal de urbanismo y territorio de Badalona y ocupó un puesto en el Área de Infraestructuras, Urbanismo y Vivienda de la Diputación de Barcelona. El 8 de abril de 2008 fue investido alcalde de Badalona con los votos de PSC, CiU y ERC después de la dimisión de Maite Arqué, quien pasó a ocupar un escaño como senadora en Madrid. Serra mantuvo durante su mandato la concejalía de Urbanismo y Territorio.
Durante su mandato se realizaron muchas actuaciones de mejora y de nuevas construcciones en la ciudad. Como la restauración del Pont del Petroli, la prolongación del Paseo Maritimo hasta el puerto, la ampliación de las Termas Romanas del Museo en 2010 y la nueva plaza  Pompeu Fabra en 2011.
En 2011, Serra perdió las elecciones frente al popular Xavier García Albiol, pese al intento de formar una alianza entre PSC, CiU y ICV-EUiA que no prosperó por la decisión de los convergentes de respaldar a la lista más votada. En 2015 volvió a presentarse a la alcaldía, pero los socialistas sufrieron una gran caída electoral, pasando de nueve a cuatro concejales, tras lo cual puso su cargo a disposición del partido y no fue elegido presidente ni portavoz del grupo municipal socialista.
El 3 de agosto de ese año renunció al acta de concejal.